# 990
990 (CMXC) je bilo navadno leto, ki se je po julijanskem koledarju začelo na sredo.

## Rojstva
- Nisim ben Jakob, arabski judovski teolog in rabin († 1062)
- Mješko II. Lambert, poljski kralj († 1034)
- Konrad II., rimsko-nemški cesar († 1039)
- Bi Sheng, kitajski inženir, izumitelj († 1051)
- Togrul beg, ustanovitelj seldžuškega imperija († 1063)
- Ali Hudživiri, perzijski sufi († 1071)

## Smrti
- al-Uklidisi, arabski matematik (* okoli 920)